# Kłajpedzka Partia Rolnicza
Kłajpedzka Partia Rolnicza (niem. Memelländische Landwirtschaftspartei, MLP) – niemiecka partia polityczna powstała w 1925 roku na terenie okręgu Kłajpedy, reprezentująca głównie interesy rolników.
Na czele ugrupowania stali Heinrich Conrad, K. Dressler i J. Gubba. Partia należała do tzw. starych partii niemieckich. W wyborach do sejmu kłajpedzkiego uzyskiwała od 10 do 11 mandatów.